# Meioneta serratichelis
Meioneta serratichelis là một loài nhện trong họ Linyphiidae.
Loài này thuộc chi Meioneta. Meioneta serratichelis được J. Denis miêu tả năm 1964.